# Pedro Braga Filho
Pedro Braga Filho, ou também Pedro Braga, (Barra do Corda, MA, 16 de abril de 1918 – São Luís, MA, 30 de dezembro de 1978) é um médico e político brasileiro que foi deputado federal pelo Maranhão.

## Dados biográficos
Filho de Pedro Pereira Braga e Maria da Rocha Holanda. Estudou em diferentes instituições de ensino, dentre elas o Liceu Maranhense, antes de formar-se médico pela Universidade Federal do Rio de Janeiro em 1945, trabalhou junto ao Ministério da Saúde como puericultor. Fundador e diretor do Serviço de Assistência a Menores, foi chefe de clínica do Hospital Infantil de São Luís e chefe da divisão de Maternidade e Infância da Legião Brasileira de Assistência em solo maranhense e trabalhou no Hospital Nina Rodrigues. Diretor de saúde pública em Brasília, integrou a Academia Maranhense de Letras a partir de 1948.
Sua estreia na política ocorreu em 1950 como suplente de deputado estadual pelo PST. Candidato a deputado federal via PSD em 1954, ficou na suplência, porém um recurso à Justiça Eleitoral o fez parlamentar efetivo quando impugnaram as urnas da 41ª Zona Eleitoral determinando a recontagem dos votos, decisão que custou o mandato de Benedito Diniz e foi corroborada pelo Tribunal Regional Eleitoral do Maranhão à 1º de março de 1955. Mudou para a UDN no curso do mandato, mas amargou uma suplência no pleito seguinte. Eleito deputado federal em 1962, foi candidato a vice-governador do Maranhão via PTB na chapa de Renato Archer em 1965, contudo o vencedor foi José Sarney. Meses depois ingressou no MDB quando o bipartidarismo foi outorgado pelo Regime Militar de 1964 através do Ato Institucional Número Dois. Findo o seu mandato, encerrou também sua carreira política.

## Suplente famoso
Durante sua estadia como deputado federal, Pedro Braga pediu licença do mandato e para ocupá-lo foi convocado o suplente José Sarney, cuja carreira política durou 60 anos e o fez chegar à presidência da República após a doença e o falecimento de Tancredo Neves em 1985.